# Purgatory (filme)
Purgatory, também conhecido como Purgatory West of the Pecos, é um telefilme do gênero faroeste produzido nos Estados Unidos, dirigido por Uli Edel e lançado em 1999.